# Manuel Salgado
Pour les articles homonymes, voir Salgado.
Manuel Sande e Castro Salgado (né le 6 juillet 1944 à Lisbonne) est un architecte portugais.

## Distinctions
- Grand-croix de l'ordre du Mérite du Portugal